# Fly540
Fly540 (Five Forty Aviation) es una aerolínea bajo coste con base en Nairobi, Kenia. Efectúa vuelos de cabotaje de carga y pasajeros.

## Historia
La aerolínea comenzó operando entre Nairobi y Mombasa el 24 de noviembre de 2006. El vuelo se efectuaba inicialmente dos veces al día con un ATR 42 de 48 plazas. El nombre de la aerolínea proviene de su precio de 5.540 Sh por adulto en tarifa de ida y vuelta entre las dos ciudades mencionadas más arriba.
Lonrho Africa es uno de los mayores accionistas de la aerolínea, pagando 1'5 millones de dólares por el 49% de las acciones. El director de Lonrho, David Lenigas, fue nombrado director de la aerolínea en febrero de 2006.
En mayo de 2007 la aerolínea introdujo dos Bombardier Dash 8 Q100  para incrementar la capacidad de la aerolínea, permitiéndole establecer vuelos a Lokichokio, Wajir y Mandera. Comenzó a efectuar vuelos internacionales para incluir cuatro destinos regionales al este de África a finales de 2007, y añadió otros cuatro en 2008. Fly540 transportó a más de 10 000 pasajeros en abril de 2007.

## Destinos
Los vuelos regulares originales incluían – exceptuando los vuelos de carga – trayectos regulares de pasajeros entre Nairobi y Mombasa. Kisumu se convirtió en destino en enero de 2007. Los vuelos diarios en la ruta Nairobi-Malindi-Lamu comenzaron en febrero de 2007. Comenzó a efectuar vuelos internacionales en octubre de 2007 con vuelos a Juba en Sudán y Goma en la República Democrática del Congo.
En octubre de 2010, Fly540 tenía los siguientes destinos:
- Burundi
  - Buyumbura (Aeropuerto Internacional de Buyumbura)
- Francia
  - París (Aeropuerto de París-Charles de Gaulle)
- Kenia 
  - Eldoret (Aeropuerto Internacional de Eldoret)
  - Kakamega (Aeropuerto de Kakamega)
  - Kisumu (Aeropuerto de Kisumu)
  - Kitale (Aeropuerto de Kitale)
  - Lamu (Aeropuerto Manda)
  - Lodwar (Aeropuerto de Lodwar)
  - Malindi (Aeropuerto de Malindi)
  - Masái Mara (Aeropuerto de Mara Serena)
  - Mombasa (Aeropuerto Internacional Moi)
  - Nairobi (Aeropuerto Internacional Jomo Kenyatta)
- Sudán del Sur
  - Juba (Aeropuerto de Juba)
- Tanzania
  - Arusha (Aeropuerto de Arusha)
  - Mwanza (Aeropuerto de Mwanza)
  - Grumeti (Aeropuerto de Grumeti)
  - Kilimanjaro (Aeropuerto Internacional del Kilimanjaro)
  - Lago Manyara (Aeropuerto del Lago Manyara)
  - Serengeti (Aeropuerto del Serengeti)
  - Zanzíbar (Aeropuerto Internacional de Zanzíbar)
- Uganda
  - Entebbe (Aeropuerto Internacional de Entebbe)

## Flota

### Flota Actual

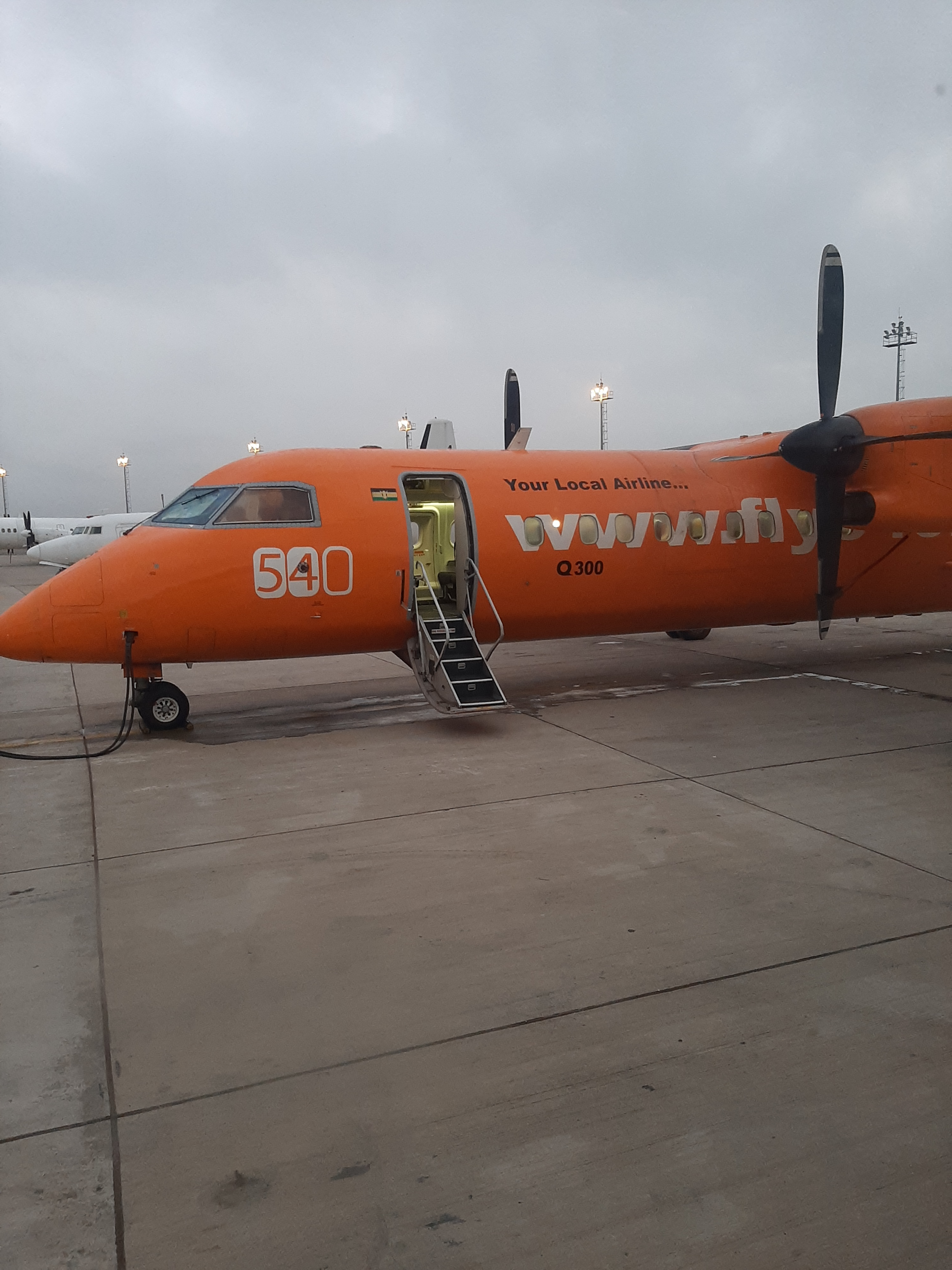
Q300 al Aeropuerto Internacional Jomo Kenyatta (2019)

La flota de Fly540 incluye los siguientes aviones (a septiembre de 2022):
| Bombardier CRJ-100ER  | 1 | — |  |  |  |  |
| Bombardier CRJ-200ER  | 2 | — |  |  |  |  |
| Bombardier Dash 8-100 | 1 | — |  |  |  |  |
| Bombardier Dash 8-200 | 1 | — |  |  |  |  |
| Bombardier Dash 8-300 | 1 | — |  |  |  |  |
| Total                 | 6 | — |  |  |  |  |

La flota de fly540 posee a septiembre de 2022 una edad promedio de 25.6 años.

## Accidentes e incidentes
El 13 de agosto de 2008, un Fokker F27-500 de carga operado por Fly540 Logistics Ltd. se estrelló a unos 20 km del aeropuerto de Namber Konton cerca de Mogadiscio, Somalia. Los tres tripulantes murieron. El avión transportaba un cargamento de khat. El avión había salido del aeropuerto Wilson en Nairobi. Su número de registro  es el 5Y-BVF